# بلدة باي ميلز (ميشيغان)
باي ميلز (بالإنجليزية: Bay Mills Township, Michigan)‏ هي بلدة تقع بولاية ميشيغان في الولايات المتحدة. تبلغ مساحتها 253.6 (كم²)، وترتفع عن سطح البحر 191 م، بلغ عدد سكانها 1214 نسمة في عام تعداد الولايات المتحدة 2000 حسب إحصاء مكتب تعداد الولايات المتحدة وتصل الكثافة السكانية فيها 7.2 نسمة/كم2.

## أعلام
- تشارلز إدوارد جونستون

## وصلات خارجية
- The US50 - Cities and Towns in Michigan State
- Michigan Cities and Towns, Facts, Map, Flag, Colleges, Government, and More